# Simulium sanguineum
Simulium sanguineum är en tvåvingeart som beskrevs av Frederick Knab 1915. Simulium sanguineum ingår i släktet Simulium och familjen knott. Inga underarter finns listade i Catalogue of Life.